# Widrodżennia (rejon pokrowski)
Widrodżennia (ukr. Відродження, do 2024 Nowyj Trud, ukr. Новий Труд) – wieś na Ukrainie, w obwodzie donieckim, w rejonie pokrowskim, w hromadzie Pokrowsk. W 2001 liczyła 74 mieszkańców.